# Alfred W. Benson

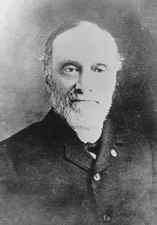
Alfred W. Benson

Alfred Washburn Benson, född 15 juli 1843 i Chautauqua County, New York, död 1 januari 1916 i Topeka, Kansas, var en amerikansk republikansk politiker och jurist. Han representerade delstaten Kansas i USA:s senat 1906-1907.
Benson deltog i amerikanska inbördeskriget i nordstatsarmén och befordrades till major. Han studerade sedan juridik och inledde 1866 sin karriär som advokat i delstaten New York. Han flyttade 1869 till Kansas. Han var ledamot av delstatens senat 1881-1885. Han tjänstgjorde sedan som domare 1885-1897.
Benson efterträdde 1906 Joseph R. Burton i USA:s senat. Han efterträddes 1907 av Charles Curtis. Benson var sedan domare i Kansas högsta domstol 1907-1915.
Benson avled 1916 och gravsattes på Highland Cemetery i Ottawa, Kansas.